# Solæg
 Der er for få eller ingen kildehenvisninger i denne artikel, hvilket er et problem. Du kan hjælpe ved at angive troværdige kilder til de påstande, som fremføres i artiklen.

Solæg er en sønderjysk egnsret, som også kendes fra De Frisiske Øer [kilde mangler]. I Tyskland er samme ret kendt som Solei hvoraf det danske navn er afledt (Sole = saltlage, Ei = æg). Solæg kan anvendes som let mellemmåltid eller forret.
Æggene koges længe (15-20 minutter) med løgskaller hvorved skallen får dekorative brune farver, og blommen bliver grøn eller mørk. Æggene trilles dernæst, således at skallen revner, og anbringes herefter i en stærk saltlage i 2-3 dage. 
Kort før servering pilles æggene; de deles på langs og den halve æggeblomme pilles op. Hullet i hviden fyldes med stærk sennep, chili, eddike samt olie og den halve blomme lægges over med rundingen opad.
Solæg serveres normalt med en snaps eller en Gammel Dansk.

## Sydfynsk variant
På sydfyn tilføjes "sylte-lagen" adskilligt andet, bl.a rødkål/rødbede for at farven kan få den rette blålige glød. 
Ved spisning tilføjes en dressing, der består udover eddike og den stærke sennep også af (oliven-)olie og krydderier (salt- og peber varianter)
Snapsen er som regel en tempereret Porsesnaps. 
Bemærk, at jo længere tid æggene har ligget i lagen, desto mere fantastisk bliver æggeblommen, når man piller ægget. 
Når ægget skæres over, skal man bruge en meget skarp kniv! 
Hvis ægget er velmodnet, kan blommen godt være grå-blå eller grøn-sort. 
Det sætter kendere stor pris på.

### Det sydfynske solægsritual
Før start blæses i det gamle byhorn fra landsbyen på Sydfyn (det en slags middelalderens vuvuzela) som kalder til samling og orden. Foran hver gæst er der (mindst) et halvt æg med blomme. 
Dernæst udsiger solæg-oldermanden de sammenfattende ord om solens betydning gennem århundrederne – og ikke for mindst liv og død som symboler for ægget. 
Imens forbereder hver deltager sig ved at tage blommen ud af det halve æg og fylde dressingen i. Så lægges den blå/grå æggeblomme omvendt på som låg. 
Selskabet indtager dernæst dette solæg synkront – det er en social spise – og man siger Skål! inden denne godbid føres indenbords, for fra indtagelsen af denne krydrede ret og indtil snapsen er der ikke meget tid til at råbe skål.

## Andre landes variationer
Solæg må ikke forveksles med engelske pickled eggs (syltede æg) da disse ikke er kogt så længe og dertil er blevet pillet, inden de bliver lagt i lage og efterfølgende serveret udelte med salt på toppen.